# اشنوفل
اشنوفل (به آلمانی: Schnuffel) (تلفظ آلمانی: [ˈʃnʊfəl]؛ انگلیسی: اسناگل، فرانسوی: لاپین کالین، ایتالیایی: کیکولو، اسپانیایی: اسنافی) یک خرگوش کارتونی می‌باشد که در سال ۲۰۰۸ توسط شرکت رسانه‎‌ای جامبا! خلق گردید.